# Asianidia atlantica
Asianidia atlantica är en insektsart som först beskrevs av William Edward China 1938.  Asianidia atlantica ingår i släktet Asianidia och familjen dvärgstritar.
Artens utbredningsområde är Madeira. Inga underarter finns listade i Catalogue of Life.